# Heart & Soul (album Joego Cockera)
Heart & Soul – dziewiętnasty album muzyczny Joego Cockera, wydany w roku 2004.

## Lista utworów
1. „What's Going On” – 5:15 (Renaldo Benson, Al Cleveland, Marvin Gaye)
2. „Chain of Fools” – 3:46 (Don Covay)
3. „One” – 4:36 (U2)
4. „I (Who Have Nothing)” – 4:03 (Carlo Donida/Mogol, tekst ang. Jerry Leiber, Mike Stoller)
5. „Maybe I'm Amazed” – 3:24 (Paul McCartney)
6. „I Keep Forgettin'” – 3:36 (Leiber, Stoller)
7. „I Put a Spell on You” – 4:33 (Screamin’ Jay Hawkins)
8. „Every Kind of People” – 4:20 (Andy Fraser)
9. „Love Don’t Live Here Anymore” – 4:16 (Miles Gregory)
10. „Don't Let Me Be Lonely Tonight” – 3:42 (James Taylor)
11. „Jealous Guy” – 4:08 (John Lennon)
12. „Everybody Hurts” – 5:19 (Bill Berry, Peter Buck, Mike Mills, Michael Stipe)

## Skład
- Joe Cocker – wokal
- Jeff Baxter – gitara
- Jeff Beck – gitara
- Gene Black – gitara
- Eric Clapton – gitara
- Shane Fontayne – gitara
- Bruce Gaitsch – gitara akustyczna
- Michael Landau – gitara
- Steve Lukather – gitara
- Dean Parks – gitara
- Michael Thompson – gitara
- Ray Neapolitan – gitara basowa
- Leland Sklar – gitara basowa
- C. J. Vanston – gitara basowa, keyboard
- Bruce Eskovitz – saksofon
- Nick Lane – puzon
- Chris Botti – trąbka
- Bill Churchville – trąbka
- Chris Tedesco – trąbka
- Jerry Goodman – skrzypce
- Alexander Adhami – Santur
- Ray Brinker – perkusja
- Vinnie Colaiuta – perkusja
- Rafael Padilla – instrumenty perkusyjne
- Bernie Barlow – wokal wspierajacy
- Terry Dexter – wokal wspierajacy